# Gutenbergs Bibel

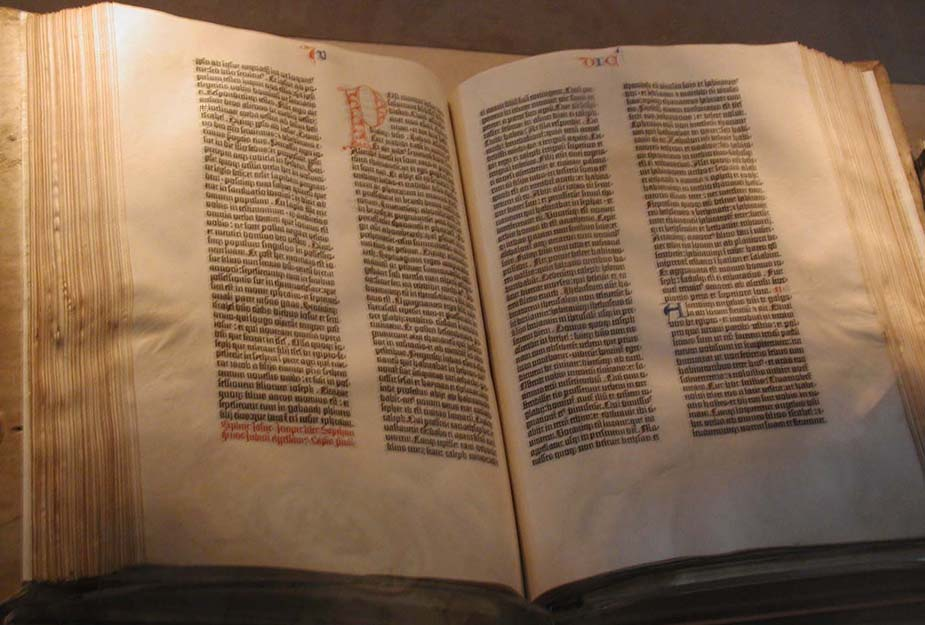
Foto av det exemplar av Gutenbergs bibel som finns på Kongressbiblioteket i Washington DC

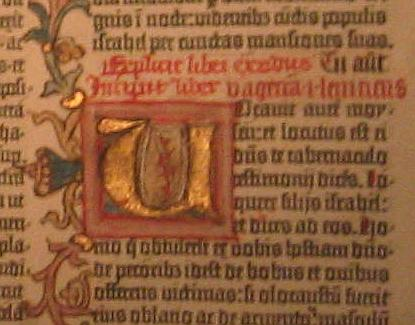
Detalj av handmålningen i bibeln

Gutenbergs bibel är ett tryck av den första översättningen av Bibeln till latin, Vulgata. Den trycktes av den tyske pionjären Johannes Gutenberg i Mainz i Tyskland. Tryckningen startade 23 februari 1455 genom användning av lösa typer. Boken är den mest berömda inkunabeln, den innebar även början för massproduktion av böcker i västvärlden. Den är tryckt med texttyperna textualis och schwabacher.
Benämningen Mazarinbibeln ska bero på att det första återfunna exemplaret (en bibel med 42 rader per blad) återfanns i den franska kardinalen Mazarins bibliotek.
Man tror att Gutenbergs bibel trycktes i cirka 180 exemplar, 45 på pergament och 135 på papper. Tidigare hade det tagit ungefär tre år att färdigställa en bok, Gutenberg tryckte samtliga sina exemplar på samma tid. Då fick han ändå handmåla vissa delar av boken. På grund av detta handarbete är varje exemplar av Gutenbergs bibel unikt.
Bibeln finns i två versioner: en med 42 rader per blad och en med 36. Då man pratar om Gutenbergs bibel menar man vanligen den med 42 rader. Vissa specialister, som Richard Schwab och Thomas Cahill, menar dock att den 36-radiga är den äldsta och att den 42-radiga kom senare. Andra, exempelvis Richard W. Clement, menar att den 36-radiga trycktes först 1458, tre år efter den 42-radiga, men med ett äldre typsnitt.
I nuläget (2003) finns elva kompletta exemplar av Gutenbergs bibel på pergament bevarade. Ytterligare ett exemplar av Nya testamentet finns, även detta på pergament. Dessutom finns 48 exemplar på papper bevarade. Flest kopior finns i Tyskland: 11 stycken. Fyra städer har 2 exemplar: Paris, Moskva, Mainz och Vatikanen. I London finns tre exemplar och i New York, New York fyra.

## Platser där bibeln finns bevarad
Belgien (1)
- Bibliothèque Universitaire i Mons (en andra kopia på Leuvens universitet har förstörts)

Danmark (1)
- Det Kongelige Bibliotek i Köpenhamn

Frankrike (3)
- Bibliothèque Nationale i Paris (ett av tre perfekta pergamentexemplar)
- Bibliothèque Mazarine i Paris
- Bibliothèque Municipale i Saint-Omer

Japan (1)
- Keiouniversitetet i Tokyo

Polen (1)
- Biblioteka Seminarium Duchownego i Pelpin

Portugal (1)
- Nationalbiblioteket i Lissabon

Ryssland (2)
- Ryska statsbiblioteket i Moskva
- Lomonosowuniversitetet i Moskva

Schweiz (1)
- Bibliotheca Bodmeriana i Cologny

Spanien (2)
- Biblioteca Universitaria y Provincial i Sevilla
- Biblioteca Pública Provincial i Burgos

Storbritannien (8)
- British Library i London (Ett perfekt pergamentexemplar, ett på papper och the Bagford Fragment)
- Lambeth Palace Library i London
- Bodleian Library i Oxford
- University Library i Cambridge
- Eton College Library i Eton
- John Rylands Library i Manchester
- National Library of Scotland i Edinburgh

Tyskland (12)
- Gutenberg Museum i Mainz (2 kopior)
- Landesbibliothek i Fulda
- Universitätsbibliothek i Leipzig
- Niedersächsische Staats-und Universitätsbibliothek i Göttingen
- Staatsbibliothek i Berlin
- Bayerische Staatsbibliothek i München
- Stadt- und Universitätsbibliothek i Frankfurt am Main
- Hofbibliothek i Aschaffenburg
- Württembergische Landesbibliothek i Stuttgart
- Stadtbibliothek i Trier
- Landesbibliothek i Kassel

USA (9)
- Library of Congress in Washington, DC (ett av de perfekta pergamentexemplaren)
- New York Public Library i New York
- Pierpont Morgan Library i New York (ett exemplar på pergament och två på papper)
- Harvard University i Cambridge, Massachusetts
- Beinecke Rare Book and Manuscript Library på Yale University i New Haven, Connecticut
- The Scheide Library på Princetonuniversitetet i Princeton, New Jersey
- Indiana University Library på Indiana University Bloomington i Bloomington, Indiana (Endast nya testamentet)
- Harry Ransom Humanities Research Center på University of Texas at Austin i Austin, Texas
- Henry E. Huntington Library i San Marino, Kalifornien

Vatikanstaten (2)
- Bibliotheca Apostolica Vaticana (Ett exemplar på pergament och ett på papper)

Österrike (1)
- Österreichische Nationalbibliothek i Wien